# 三蔵院 (蕨市)
三蔵院（さんぞういん、旧字体：三藏院）は、埼玉県蕨市にある真言宗智山派の寺院。

## 歴史
創建年代は不明であるが、恵陽によって開山された。そして1575年（天正3年）没の川島三郎右衛門によって中興していることから、室町時代末期には既に存在していたものと推測される。
現在は同市の同宗派寺院三学院の末寺となっている。かつては三学院と同格の寺院であったが、江戸時代以降、三学院の下風に甘んじることになったという説がある。1808年（文化5年）の火災で全焼したため、当寺の詳細な記録を失っている。

## 交通アクセス
- 蕨駅より徒歩14分。